# Locri
Locri är en kommun i storstadsregionen Reggio Calabria, innan 2017 provinsen Reggio Calabria,, i regionen Kalabrien i sydligaste Italien. Kommunen hade 12 367 invånare (2017) och gränsar till kommunerna Antonimina, Gerace, Portigliola, Siderno.
Locri grundades av grekerna under namnet Locri Epizefiri (Lokroi Ephyzephirioi) 673 f. Kr. och var del av Magna Graecia. Staden hade sin storhetstid under 500- och 400-talen då den förmedlade handeln mellan Grekland, Orienten och italikerna. Nedgången började med revolutionerna efter Dionysiernas stormakt i Syrakusa under början av 200-talet f. Kr. Av de rika konstskatterna från Locris storhetstid förvaras tempelskulpturer i Neapels museum.